# إعصار ساندي
إعصار ساندي 2012 هو إعصار إستوائي أثر على جامايكا، كوبا، وجزر البهاما، هايتي وفلوريدا. ويهدد حالياً الساحل الشرقي للولايات المتحدة الأمريكية وكندا الشرقية ومن المتوقع ضربها خلال فجر يوم 30/10/2012.إعصار ساندي هو الإعصار العاشر الذي يضرب المحيط الأطلسي في عام 2012. مر الإعصار بجامايكا وكوبا وجزر البهاما وهايتي وجمهورية الدومينيكان والولايات المتحدة وكندا. صنف الإعصار بالفئة الأولى في يوم 27 أكتوبر وسجلت في مدينة نيويورك رقم قياسي بارتفاع الفيضانات فيه التي غمرت العديد من المناطق في نيوريوك حيث بلغ ارتفاع المياه أربعة أمتار وأغلقت الكثير من المحال والمنشآت والشوارع.ومن المتوقع أن تكون الأضرار التي خلفها الإعصار بقيمة 20 مليار دولار أمريكي. وفي يوم الإثنين 29 أكتوبر تم الإعلان عن إغلاق بورصة نيويورك لمدة يومين كما ألغى أوباما لقاءً انتخابياً رئاسياً وتم إلغاء 610800 رحلة جوية وقد بغلت قوة الرياح 280 كم في الساعة.
في الولايات المتحدة أثر إعصار ساندي على 24 ولاية على الأقل، من فلوريدا إلى نيو إنجلاند، وأدت الزوبعة إلى توليد رياح مدمرة في نيويورك في مساء 29، أكتوبر 2012 مما أدى إلى فيضانات عديدة في الشوارع والأنفاق وقنوات المترو في مانهاتن السفلى وكوني أيلاند وجزيرة ستاتن. وحدثت أضرار شديدة جداً في نيو جيرسي.

## الأضرار والخسائر
| البلد                  | الوفيات | مفقودين | الاضرار                  | مصدر              |
| ---------------------- | ------- | ------- | ------------------------ | ----------------- |
| الولايات المتحدة       | 157     | 71      | 65 مليار دولار (مقدر)    | [ 2 ] [ 3 ] [ 4 ] |
| أمريكا، بعيد عن الشاطئ | 2       | 2       |                          |                   |
| هايتي                  | 54      | 20      | 750 مليون (مقدر)         |                   |
| كوبا                   | 11      | 6       | 2 مليار (مقدر)           |                   |
| البهاما                | 2       | 2       | 700 مليون (مقدر)         |                   |
| كندا                   | 2       | 1       | 100 مليون (مقدر)         |                   |
| جمهورية الدومينيكان    | 2       | 2       | 30 مليون (مقدر)          |                   |
| جامايكا                | 2       | 1       | 100 مليون (مقدر)         |                   |
| بورتو ريكو             | 1       | 1       |                          |                   |
| الاجمالي               | 233     | 106     | >68.7 مليار دولار (مقدر) |                   |

## صور

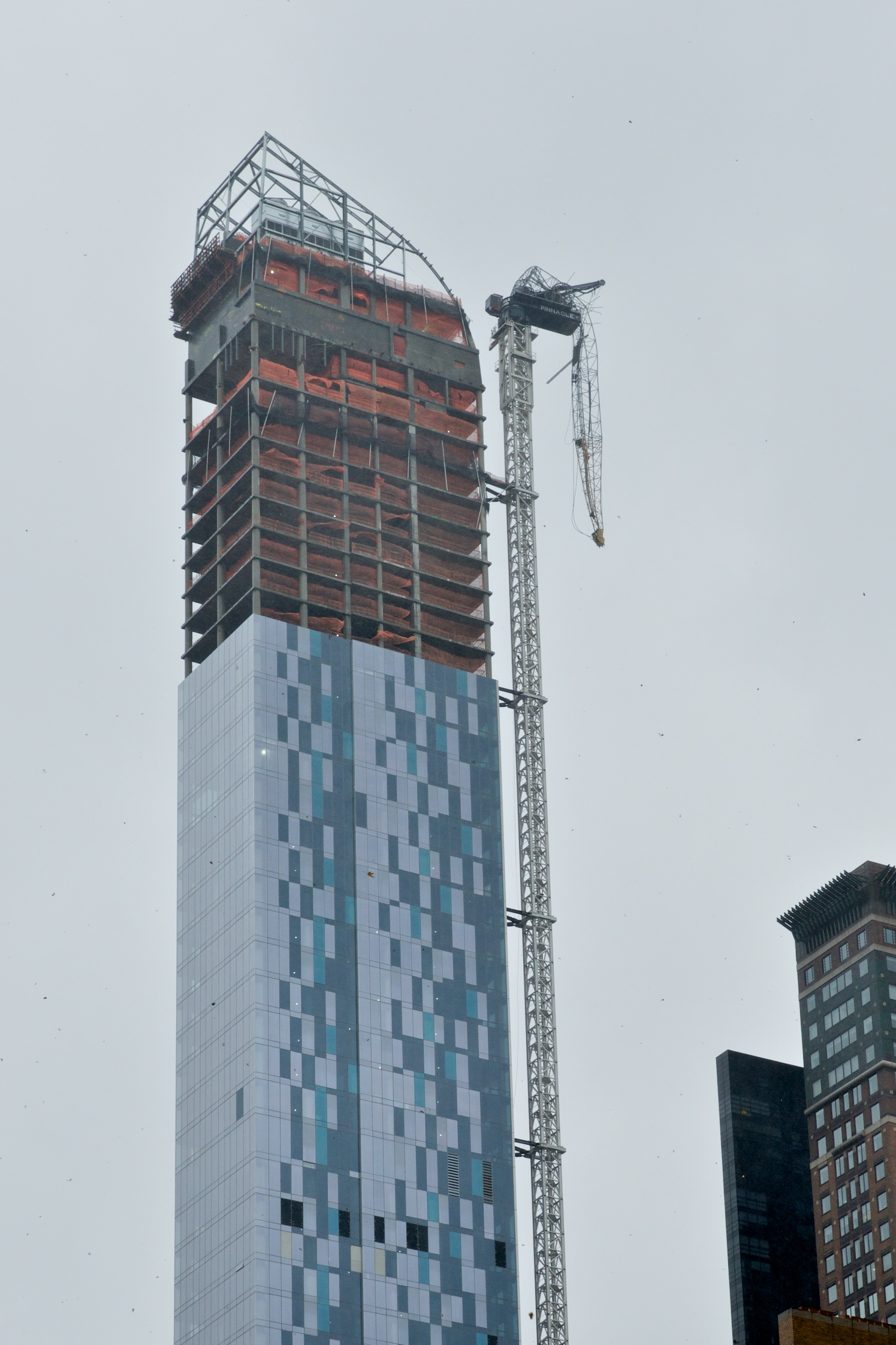
رافعة في مانهاتن تتدلى بشكل خطير
صورة من الأقمار الصناعية
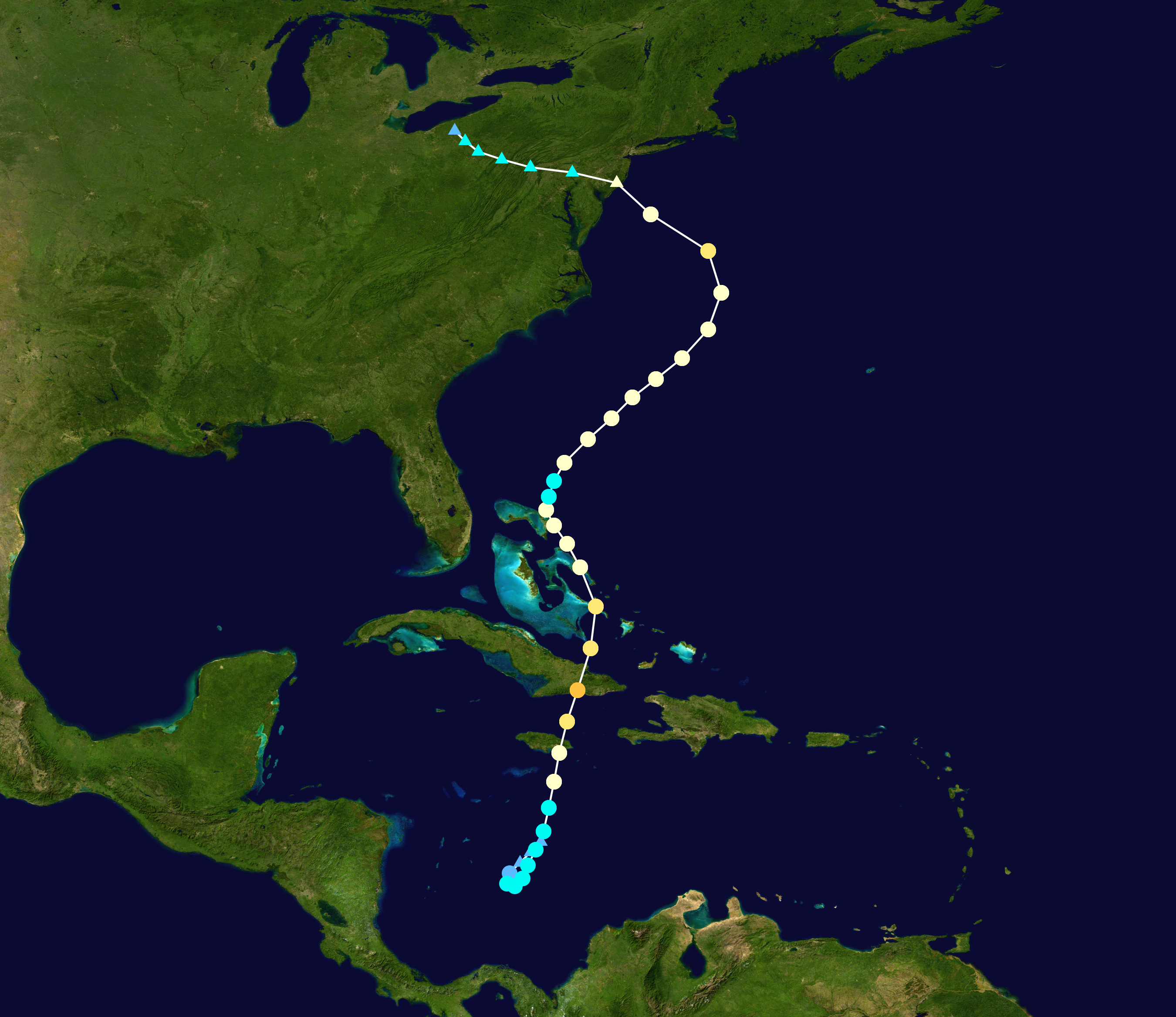
مسار العاصفة
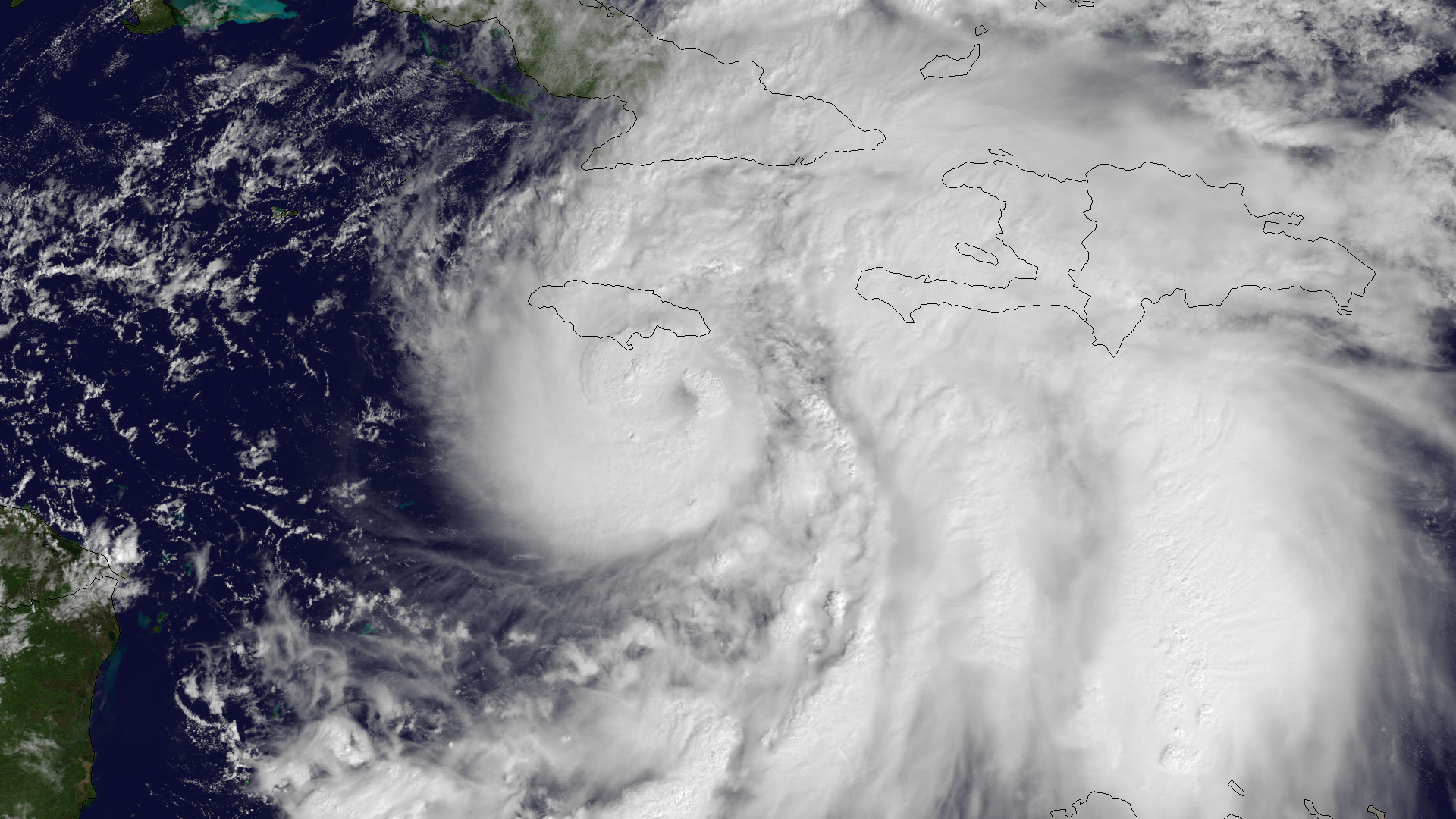
العاصفة في جمايكا
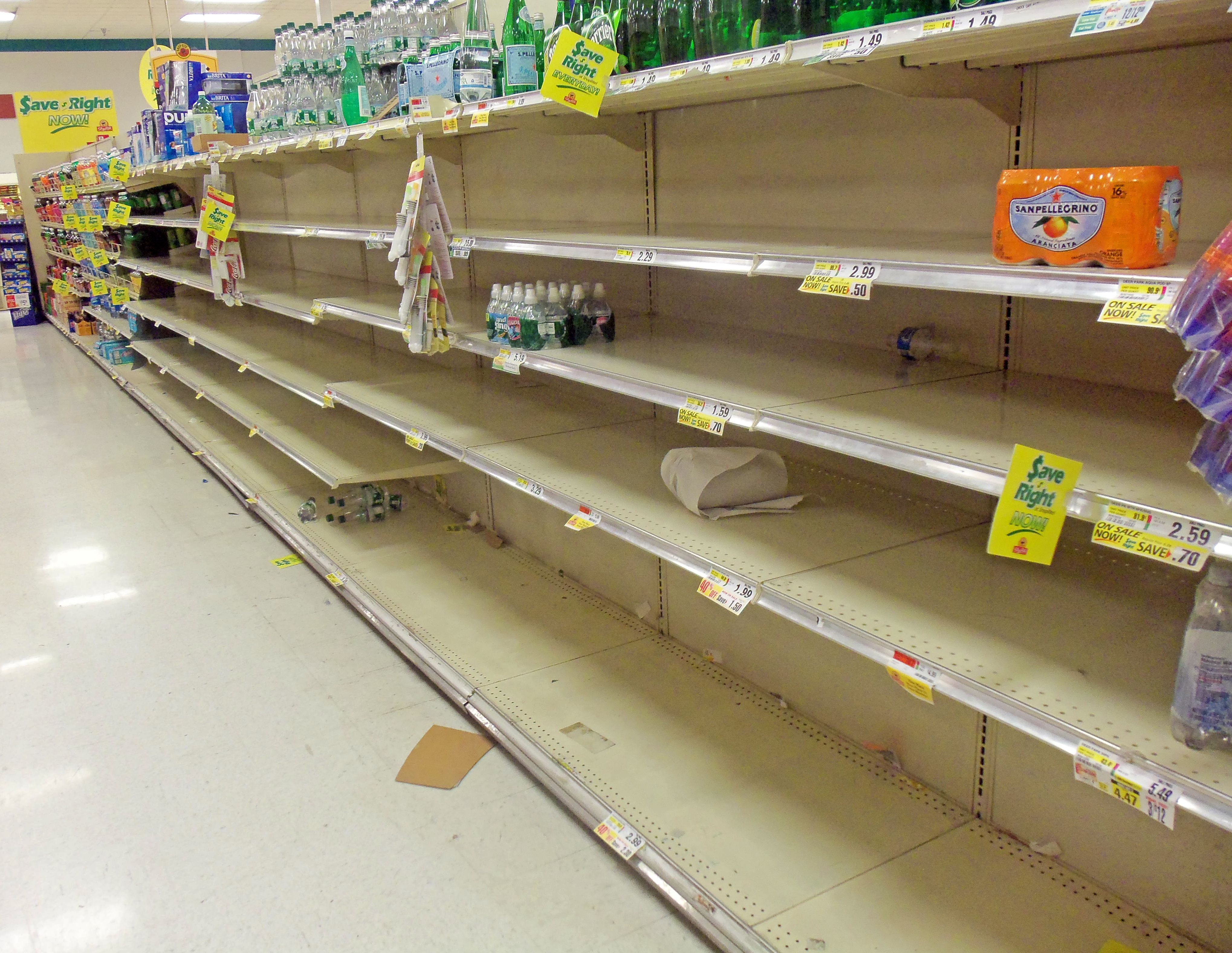
الرفوف في سوبر ماركت مونتغمري في نيويورك أفرغت من المياه المعبأة
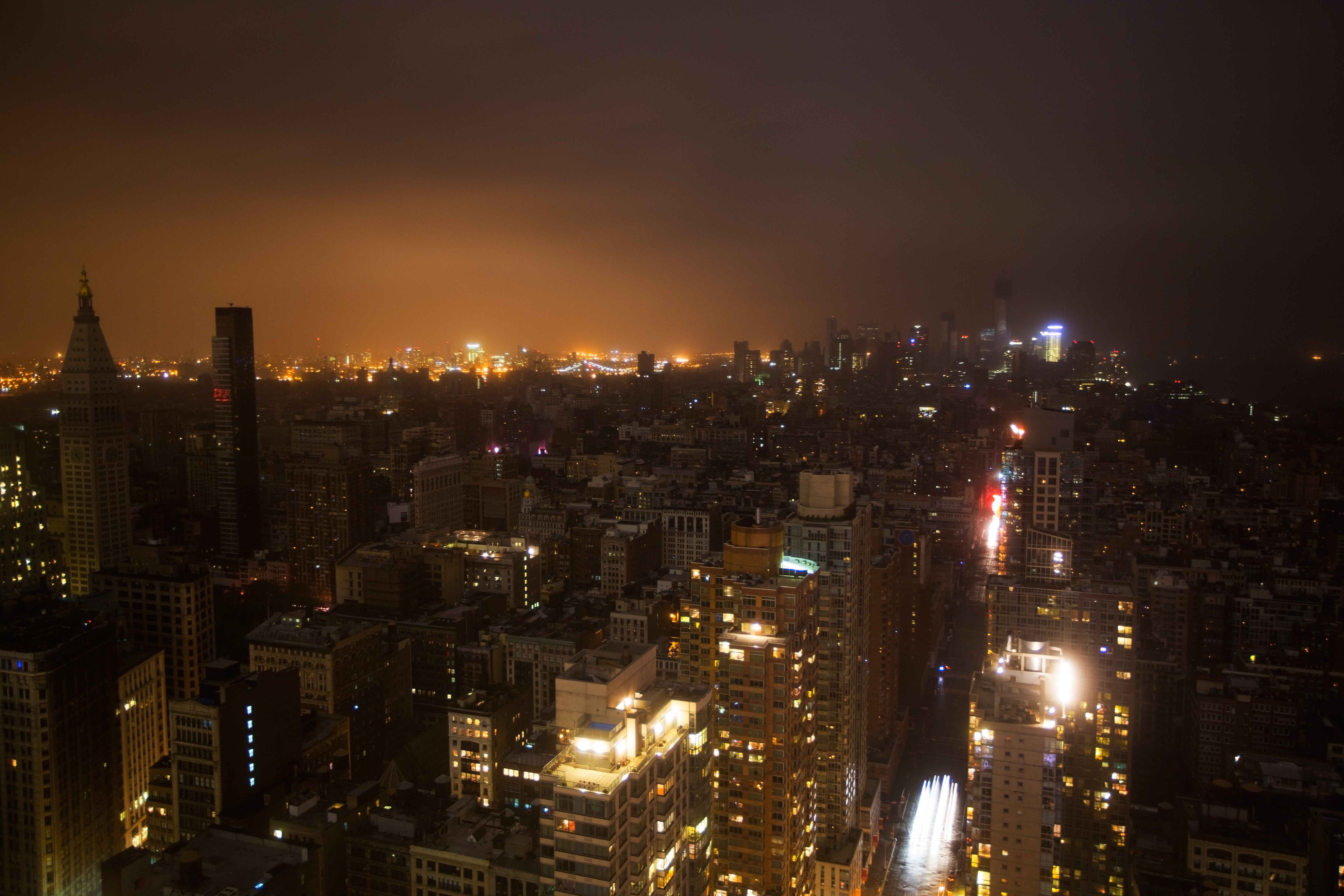
انقطاع الكهرباء عن أجزاء واسعة من مدينة نيويورك
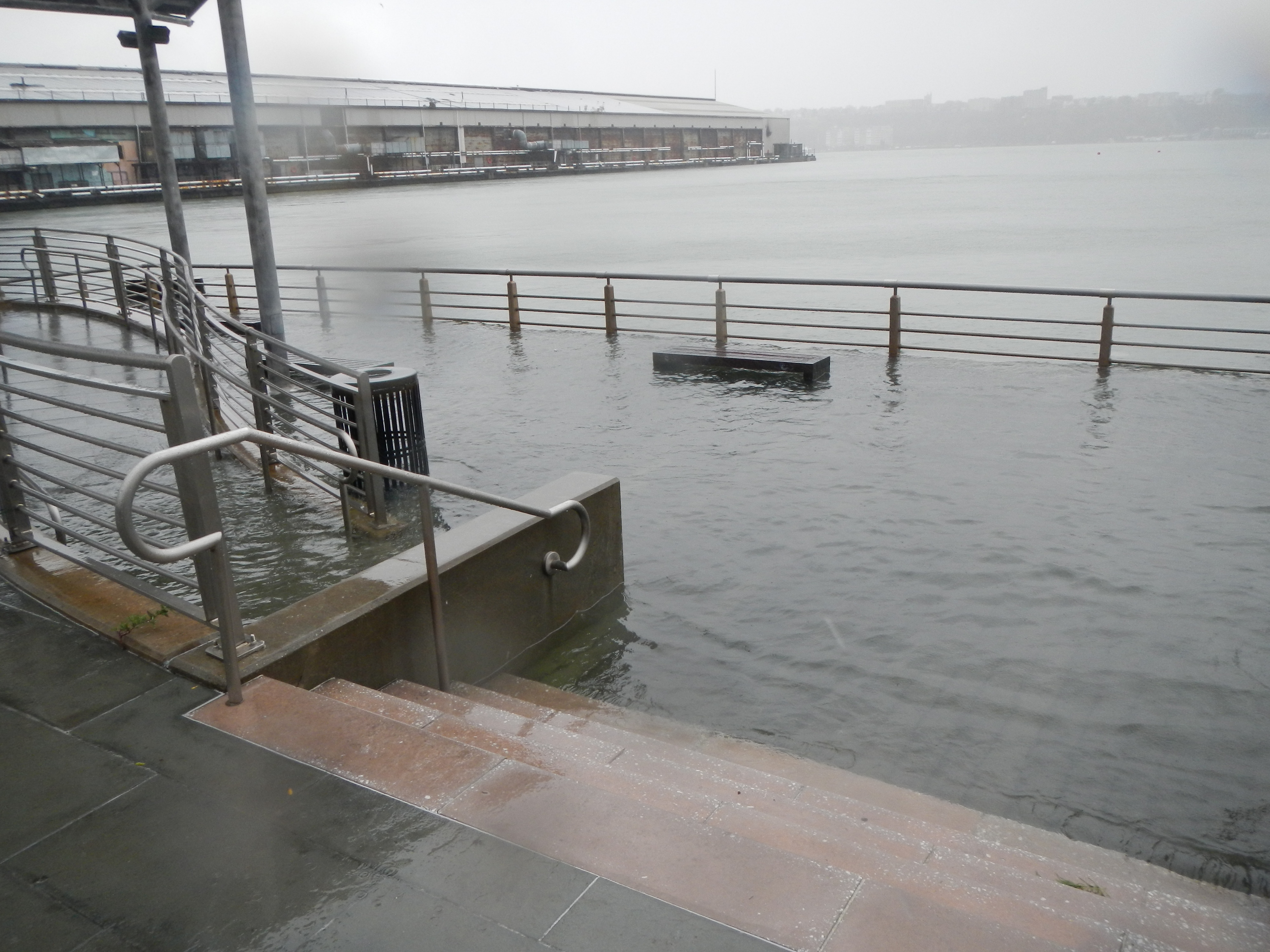
فيضانات في نيويورك

## روابط خارجية
- إعصار ساندي على موقع EncyclopediaOfSurfing.com (الإنجليزية)
- صور مباشرة اعصار ساندي مع اقترابه من أمريكيا على يوتيوب